# 서울홍제초등학교
서울홍제초등학교(서울弘濟初等學校)는 대한민국 서울특별시 서대문구 홍은동에 있는 공립 초등학교이다.

## 학교 연혁
- 1937년 5월 21일: 사립학교법에 의거 대곡보통학교 설립인가
- 1947년 1월 10일: 공립 홍제국민학교 인가
- 1949.08.14: 서울홍제국민학교로 교명 변경
- 1996.03.01: 서울홍제초등학교로 교명 개명
- 2027.05.21: 개교 90주년

## 학교 동문
이동선

## 참고 자료
- 서울홍제초등학교 - 한국교육학술정보원 학교알리미